# Son Ho-jun
Son Ho-jun (en hangul, 손호준; nacido el 27 de junio de 1984) es un actor surcoreano.

## Biografía
Estudió en la Universidad de Songwon.
Es buen amigo del actor Yoo Yeon-seok y los cantantes surcoreanos Yunho y Baro.

## Carrera
En junio de 2021 se anunció que se había unido a la agencia Think Entertainment. Previamente fue miembro de la agencia YG Entertainment de 2016 hasta junio de 2021 después de cinco años.
En 2007 se unió al grupo "Tachyon" junto a Jeong Jung-gyun y otro miembro más, su primer sencillo debut fue Feel Your Breeze; sin embargo el grupo se separó poco después.
Ha participado en sesiones fotográficas para "Vogue", "@star1", "The Celebrity", entre otros.
En 2013 se unió al elenco del drama Reply 1994 donde dio vida a Haitai.
En 2014 apareció por primera vez como invitado en el exitoso programa de variedades Running Man donde formó parte del equipo "All Star Team" junto a Kim Jong-kook, Baro, Kang Ye-won, Seo In-guk y Park Seo-joon, posteriormente apareció nuevamente en la serie en 2015 formando parte del equipo "Extras Team" junto a Yoo Jae-suk, Kim Jong-kook, Lee Kwang-soo, Gary, Ji Suk-jin y Yoo Byung-jae.
En 2015 se unió al elenco de dos temporadas del programa Law of the Jungle with Friends & Law of the Jungle in Indochina. Durante la décimo séptima temporada participó junto a Kim Byung-man, Ryu Dam, Yoon Se-ah, Baro, Yook Joong-wan, Sam Okyere, Jo Dong-hyuk, Sam Hammington y Yook Joong-wan. Mientras que participó junto a Kim Byung-man, Lee Sung-jae, Raymon Kim, Ryu Dam, Jang Su-won, Lim Ji-yeon y Seo In-guk en Law of the Jungle in Indochina.
En 2016 se unió al elenco del drama Blow Breeze (también conocida como "Blow Mi Poong") donde dio vida a Lee Jang-go.
En julio del mismo año firmó con el sello discográfico y agencia de talentos "YG Entertainment".
El 13 de octubre de 2017 se unió al elenco principal de la serie Go Back Couple donde interpretó a Choi Ban-do, un empresario que viaja a través del tiempo y termina reencontradose consigo mismo a los 20 años, hasta el final de la serie el 18 de noviembre del mismo año
En junio de 2018 se anunció que se había unido al elenco de la serie Terius Behind Me, donde dio vida a Jin Yong-tae, donde dará vida a un antiguo estafador que tiene la llave de un incidente misterioso en el que Go Ae Rin (Jung In-sun) y Kim Bon (So Ji-sub) estuvieron involucrados.
El 11 de febrero de 2019 se unió al elenco principal de la serie The Light in Your Eyes (también conocida como "Dazzling") donde interpretó a Kim Young-soo, el hermano mayor de Kim Hye-ja (Han Ji-min), un hombre que no se atasca en el tiempo y está lleno de aventuras, hasta el final de la serie el 19 de marzo del mismo año.
En 2020 se unió al elenco de la película Stellar, donde dio vida a Young-bae, un as en la industria de préstamos para automóviles.
El 8 de julio del mismo año se unió al elenco principal de la serie Did We Love? (previamente conocida como "Begin Again") donde interpretó al escritor Oh Dae-oh, hasta el final de la serie el 2 de septiembre del mismo año.
En mayo de 2022 se unió al elenco principal de la serie The Police Station Next to the Fire Station, donde da vida a Bong Do-jin, un bombero quien, a pesar de parecer frío, cuida mejor que nadie a las personas que lo rodean y a las víctimas mientras se sumerge en el fuego sin dudarlo.

## Filmografía

### Series de televisión
| Año     | Título                                      | Personaje      | Notas                      | Ref.          |
| ------- | ------------------------------------------- | -------------- | -------------------------- | ------------- |
| 2013    | Reply 1994                                  | Haitai         | -                          |               |
| 2014    | The Full Sun                                | Han Young-joon | -                          |               |
| 2014    | Trot Lovers                                 | Seol Tae-song  | 16 episodios               |               |
| 2015    | Warm and Cozy                               | Son Joon-hee   | Episodio 16                |               |
| 2015    | Mrs. Cop                                    | Han Jin-woo    | 18 episodios               |               |
| 2016    | Blow Breeze                                 | Lee Jang-Go    | -                          |               |
| 2017    | Go Back Couple                              | Choi Ban-do    | 12 episodios               |               |
| 2018    | Terius Behind Me                            | Jin Yong-tae   | 32 episodios               |               |
| 2019    | The Light in Your Eyes                      | Kim Young-soo  | 12 episodios               |               |
| 2020    | Did We Love?                                | Oh Dae-oh      | 16 episodios               |               |
| 2021    | The Uncanny Counter                         | Oh Jung-goo    | Aparición especial, ep. 15 | [ 25 ]        |
| 2022    | The Police Station Next to the Fire Station | Bong Do-jin    |                            |               |
| 2023-24 | My Happy Ending                             | Heo Soon-young | 16 episodios               | [ 26 ] [ 27 ] |

### Películas
| Año  | Título                    | Personaje      | Notas |
| ---- | ------------------------- | -------------- | --- |
| 2008 | Death Bell                | Cho Beom       | - |
| 2009 | Wish                      | Kim Young-joo  | - |
| 2010 | Death Bell 2: Bloody Camp | Cho Beom       | junto a Choi Ah-jin, Hwang Jung-eum, Ji Chang-wook, Kwon Hyun-sang, Kim Su-ro y Nam Bo-ra                  |
| 2014 | Big Match                 | Jae-yeol       | junto a Lee Jung-jae, Shin Ha-kyun, BoA, Lee Sung-min, Kim Eui-Sung y Choi Woo-shik                        |
| 2015 | Three Summer Nights       | Hae-gu         | junto a Yoon Je-moon, Im Won-hee, Kim Dong-wook, Ryu Hyun-kyung, Lee Yoo-mi y Hong Hee-won                 |
| 2015 | Joy                       | Nam Chul-woong | junto a Lim Hyung-Joon, Kim Yoo-Jeong, Seo Ye-ji, Sung Dong-il                                             |
| 2019 | A Diamond in the Rough    | Ki Kang        | junto a Kim Hae-sook, Kang Ki-doong, Nam Bo-ra, Lee Won-jong, Park Won-sang, Kim Young-min y Kim Sung-kyun |
| 2020 | Stellar                   | Young-bae      | junto a Lee Kyu-hyung, Jeon No-min, Heo Sung-tae, Park Yeong-gyu y Ko Kyu-phill                            |

### Teatro
| Año  | Obra                                         | Personaje | Notas |
| ---- | -------------------------------------------- | --------- | ----- |
| 2014 | Joseph and the Amazing Technicolor Dreamcoat | Joseph    | -     |

### Programas de variedades
| Año             | Programa                           | Notas                                    | Ref.                               |
| --------------- | ---------------------------------- | ---------------------------------------- | ---------------------------------- |
| 2014            | Youth Over Flowers                 | miembro                                  |                                    |
| 2014, 2015      | Happy Together                     | Ep. #367 y #403 - invitado               |                                    |
| 2015            | Off to School                      | 4 episodios (Ep. #47-50) - invitado      | [ 28 ]                             |
| 2015            | Mr. Baek: The Homemade Food Master | miembro                                  |                                    |
| 2015            | Law of the Jungle with Friends     | 8 episodios (Ep. #146 - 153) - miembro   | [ 29 ]                             |
| 2015            | Law of the Jungle in Indochina     | 5 episodios (Ep. #154 - 158) - miembro   | [ 30 ]                             |
| 2014, 2015      | Running Man                        | 2 episodios (Ep. #184 y #243) - invitado | [ 31 ]                             |
| 2018            | I Live Alone                       | Ep. #327 - invitado                      |                                    |
| 2019            | Coffee Friends                     | (ep. #1-10) - miembro                    | [ 32 ] [ 33 ] [ 34 ]               |
| 2014-2016, 2020 | Three Meals a Day: Fishing Village | miembro                                  | [ 35 ] [ 36 ] [ 37 ] [ 38 ] [ 39 ] |
| 2021 - presente | Love Catcher in Seoul              | miembro                                  | [ 40 ]                             |

### Videos musicales
| Año  | Grupo     | Canción           | Notas                                      | Ref.   |
| ---- | --------- | ----------------- | ------------------------------------------ | ------ |
| 2008 | SeeYa     | "That Person"     | apareció en el video                       |        |
| 2009 | Voice One | "My Ugly Love"    | apareció en el video                       |        |
| 2009 | T-ara     | "Apple is A"      | apareció en el video                       |        |
| 2013 | T-ara     | "Do You Know Me?" | apareció en el video                       |        |
| 2014 | The SeeYa | "More and More"   | apareció en el video - junto a Jiyeon      | [ 41 ] |
| 2014 | Davichi   | "Pillow Arm"      | apareció en el video - junto a Lee Da-hee  | [ 42 ] |
| 2015 | K.Will    | "Growing"         | apareció en el video - junto a Park Ha-sun | [ 43 ] |

## Eventos de caridad
El 21 de julio del 2018 participó en el evento de caridad "Coffee Friends" junto a Yoo Yeon-seok y Sandara Park, el cual recoge donaciones para causas caritativas. Durante los eventos, los actores reparten personalmente tazas de café gratis a cambio de donaciones.

## Premios y nominaciones
| Año  | Premio                         | Categoría                               | Series / Anuncios          | Resultado | Ref.   |
| ---- | ------------------------------ | --------------------------------------- | -------------------------- | --------- | ------ |
| 2014 | 7th Korea Drama Award          | Best New Actor                          | Reply 1994                 | Nominado  |        |
| 2014 | 3rd APAN Star Award            | Best New Actor                          | Reply 1994                 | Ganó      |        |
| 2014 | KBS Drama Award                | Best New Actor                          | Trot Lovers y The Full Sun | Nominado  |        |
| 2015 | 10th Asia Model Festival Award | Popular Star Award                      | -                          | Ganó      |        |
| 2015 | 4th APAN Star Award            | Popular Star Award, Actor               | Mrs. Cop                   | Ganó      |        |
| 2015 | 23rd SBS Drama Award           | New Star Award, Actor                   | Mrs. Cop                   | Ganó      |        |
| 2016 | tvN10 Award                    | Made in tvN (Variety), Male             | Three Meals a Day          | Ganó      |        |
| 2017 | 31st KBS Drama Award           | Excellence Award, Actor in a Miniseries | Go Back Couple             | Nominado  |        |
| 2017 | 31st KBS Drama Award           | Best Couple (junto a Jang Na-ra)        | Go Back Couple             | Ganaron   | [ 45 ] |
| 2018 | MTN Ad Festival Award          | Popular Star Award                      | Nongshim y Seoul Milk      | Ganó      | [ 46 ] |